# Fiefbergen
Fiefbergen település Németországban, Schleswig-Holstein tartományban. Lakosainak száma 543 fő (2023. december 31.).

## Népesség
A település népességének változása:
| Lakosok száma | 325  | 562  | 547  | 534  | 539  | 543  |
|               | 1975 | 2017 | 2019 | 2021 | 2022 | 2023 |